# Hydroglyphus luteolus
Hydroglyphus luteolus är en skalbaggsart som först beskrevs av Régimbart 1899.  Hydroglyphus luteolus ingår i släktet Hydroglyphus och familjen dykare. Inga underarter finns listade i Catalogue of Life.